# Judy Parfitt

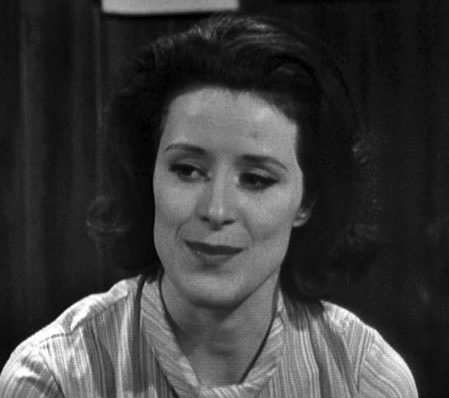
Judy Parfitt in Avengers 1968

Judy Parfitt (* 7. November 1935 in Sheffield, England) ist eine britische Schauspielerin. Sie begann ihre Karriere auf der Bühne, spielt seit den 1960er Jahren aber auch Nebenrollen in Fernsehproduktionen und Kinofilmen.

## Biografie
Judy Parfitt erhielt ihre schauspielerische Ausbildung an der Royal Academy of Dramatic Art (RADA). Ihr Bühnendebüt gab sie 1954 in dem Theaterstück Fools Rush In. Ab 1962 übernahm Parfitt auch Nebenrollen in Fernseh- und Kinoproduktionen, darunter Fernsehserien wie die britische Produktion Mit Schirm, Charme und Melone sowie ab dem Jahr 2000 in einigen Folgen der US-amerikanischen Fernsehserie Emergency Room.
Ihre Arbeit im Theater setzte Parfitt währenddessen beständig fort und spielte unter anderem die Gertrude in Shakespeares Hamlet an der Seite von Anthony Hopkins als Claudius und Marianne Faithfull als Ophelia, sowohl auf der Bühne als auch in einer Kinoadaption von 1969. Neben klassischen Stücken wie Der Kirschgarten und John Websters Die Herzogin von Malfi spielte sie auch in zeitgenössischen Produktionen wie Vivat! Vivat Regina! von John Bolt im Londoner Theaterviertel West End. Für das Fernsehen stand sie vor allem für historische und literarische Stoffe vor der Kamera, wie Jane Austens Stolz und Vorurteil (in einer Adaption von Fay Weldon) und Eine Geschichte aus zwei Städten von Charles Dickens. Oft spielte sie Königinnen, Herzoginnen oder andere Aristokratinnen.
Seit 1995 übernahm sie vermehrt Nebenrollen in US-Kinoproduktionen, ihre augenfälligsten darunter dürften die Rollen der bettlägerigen Vera Donovan in dem Film Dolores neben Kathy Bates und ihre Verkörperung der Schwiegermutter des Malers Vermeer im Film Das Mädchen mit dem Perlenohrring sein, für die sie 2004 eine Nominierung bei den British Academy Film Awards erhielt. Am Broadway trat sie neben Matthew Broderick 1999 in einer Inszenierung des Psychodramas Night Must Fall des walisischen Dramatikers Emlyn Williams auf.
Parfitt gehört als erfolgreiche Absolventin der Academy zu den associates der RADA, die eine Art Tutoren-Funktion für aktuelle Studenten der Academy ausüben. Beruflich wirkte sie an einer Fernsehserien-Adaption von Dickens’ Klein Dorrit mit.
Judy Parfitt war von 1963 an mit dem Schauspieler Tony Steedman verheiratet, der 2001 starb. Sie hat einen Sohn und zwei Enkeltöchter. Parfitt lebt in Sussex im Süden Englands.

## Filmografie (Auswahl)
- 1956: A Likely Tale (Fernsehfilm)
- 1958: Hinter der Maske (Behind the Mask)
- 1962–1968: Mit Schirm, Charme und Melone (The Avengers, Fernsehserie, 4 Folgen)
- 1967: Simon Templar (The Saint, Fernsehserie, Folge 5x15)
- 1969: Hamlet
- 1970: Das Zweite Leben des Mr. Soames (The Mind of Mr. Soames)
- 1973: Kein Pardon für Schutzengel (The Protectors, Fernsehserie, Folge 2x15)
- 1975: Galileo
- 1975–1984: Crown Court (Fernsehserie, 24 Folgen)
- 1978: Rumpole von Old Bailey (Rumpole of the Bailey, Fernsehserie, Folge 1x03)
- 1979: Teuflischer Plan (Malice Aforethought, Fernsehserie, 2 Folgen)
- 1979: Secret Orchards (Fernsehfilm)
- 1980: Stolz und Vorurteil (Pride and Prejudice, Miniserie, 2 Folgen)
- 1980: A Tale of Two Cities (Miniserie, 7 Folgen)
- 1981: Yes Minister (Fernsehserie, Folge 2x07 Loyalitätsfragen)
- 1984: Sein größter Sieg (Champions)
- 1984: Das Juwel der Krone (The Jewel in the Crown, Miniserie, 9 Folgen)
- 1984: Ein Umzug kommt selten allein (The Chain)
- 1985: Die Zwillingsschwestern (Deceptions, Miniserie, 2 Folgen)
- 1987: Maurice
- 1987–1988: The Charmings (Fernsehserie, 21 Folgen)
- 1989: Mord ist ihr Hobby (Murder, She Wrote, Fernsehserie, Folge 5x14 Glasnost und Agenten)
- 1989: Das verflixte erste Mal (Getting It Right)
- 1990: Der Große Reibach (The Gravy Train, Miniserie, 4 Folgen)
- 1991: King Ralph
- 1991: Der große Reibach 2 (The Gravy Train Goes East, Miniserie, 2 Folgen)
- 1993: Der Fluch der Edelsteine (Eye of the Storm, Miniserie, 6 Folgen)
- 1995: Dolores (Dolores Claiborne)
- 1996: Rosamunde Pilcher: September (September, Fernsehfilm)
- 1997: Oscar Wilde (Wilde)
- 1997: Das Geheimnis des roten Rings (The Ruby Ring, Fernsehfilm)
- 1998: Auf immer und ewig (Ever After)
- 1999/2008: Inspector Barnaby (Midsomer Murders, Fernsehserie, 2 Folgen)
- 2000–2002: Emergency Room – Die Notaufnahme (ER, Fernsehserie, 7 Folgen)
- 2003: Das Mädchen mit dem Perlenohrring (Girl with a Pearl Earring)
- 2004: Agatha Christie’s Poirot (Fernsehserie, Folge 9x03 Tod auf dem Nil)
- 2004: Von Hitlers Schergen gehetzt (The Aryan Couple)
- 2005: Stellas Versuchung (Asylum)
- 2005: Funland (Miniserie, 11 Folgen)
- 2008: Little Dorrit (Fernsehserie, 14 Folgen)
- 2011: W.E.
- 2011: Die Sehnsucht der Falter (The Moth Diaries)
- 2012: Vera – Ein ganz spezieller Fall (Vera, Fernsehserie, Folge 2x03)
- seit 2012: Call the Midwife – Ruf des Lebens (Call the Midwife, Fernsehserie)
- 2013: Agatha Christie’s Marple (Fernsehserie, Folge 6x02)
- 2013: Hello Carter
- 2013–2015: Up the Women (Fernsehserie, 9 Folgen)
- 2014: The Game (Miniserie, 5 Folgen)